# Maavoimat
Maavoimat – fińskie wojska lądowe. Największa część Fińskich Sił Zbrojnych.

## Organizacja

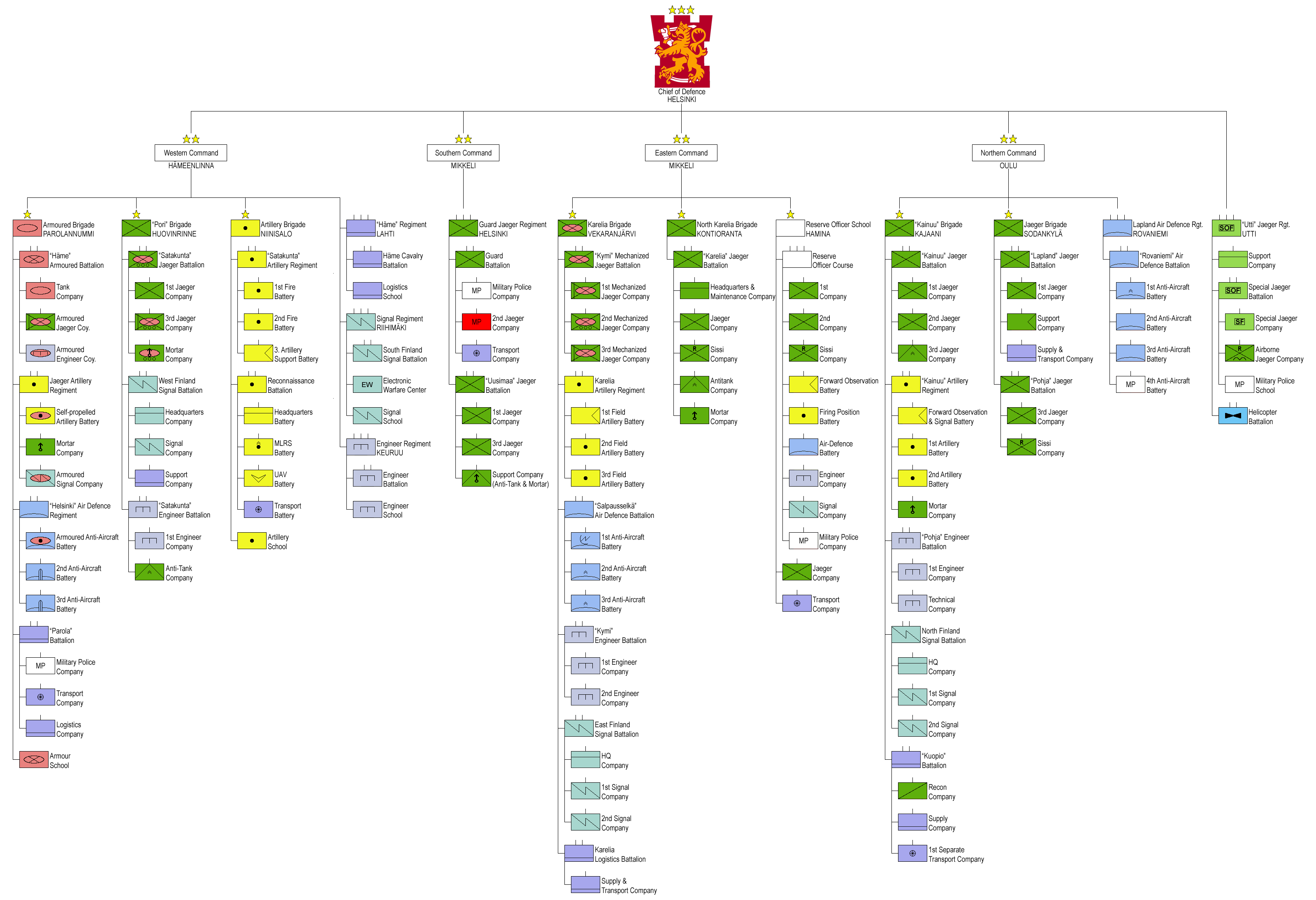
Organizacja fińskiej armii

Liczebność fińskich wojsk lądowych to ok. 24 500 żołnierzy.
Całość wojsk lądowych podzielonych jest na trzy Dowództwa Regionalne, które z kolei dzielą się na Obwody Wojskowe:
- Północne Dowództwo Regionalne
  - Obwód Wojskowy Lapland
  - Obwód Wojskowy Oulu
- Zachodnie Dowództwo Regionalne
  - Obwód Wojskowy Vassa
  - Obwód Wojskowy Środkowofiński
  - Obwód Wojskowy Turku i Pori
  - Obwód Wojskowy Helsinki
  - Obwód Wojskowy Uusimaa
  - Obwód Wojskowy Hame
- Wschodnie Dowództwo Regionalne
  - Obwód Wojskowy Kuopio
  - Obwód Wojskowy Północno-Karelski
  - Obwód Wojskowy Mikkeli
  - Obwód Wojskowy Kymi

Wojska lądowe Finlandii tworzą przede wszystkim 22 brygady, w tym:
- 2 brygady pancerne
- 9 brygady zmotoryzowane
- 11 brygad piechoty

Oprócz tego w składzie wojsk lądowych są też samodzielne bataliony i kompanie oraz siły szybkiego reagowania i siły specjalne.

## Uzbrojenie i sprzęt wojskowy

### Czołgi
| Zdjęcie | Nazwa        | Liczba     | Uwagi |
| ------- | ------------ | ---------- | ----- |
|         | Leopard 2 A4 | 124 sztuki |       |
|         | T-72 M1      | 162 sztuki |       |
|         | T-55M        | 70 sztuk   |       |

### Opancerzone transportery i wozy bojowe
| Zdjęcie | Nazwa                            | Liczba     | Uwagi |
| ------- | -------------------------------- | ---------- | --- |
|         | BMP-1                            | 165 sztuk  | |
|         | BMP-2                            | 125 sztuk  | W latach 2015–2019 przeprowadzona zostanie modernizacja 106 wozów. Ministerstwo Obrony Finlandii zdecydowało się na zawarcie kontraktu ze spółką Miranda, dotyczącego systemów kamuflażu, na kwotę 4,5 mln zł. Będą one przeznaczone dla zmodyfikowanych bojowych wozów piechoty BMP-2, jakie mają pozostać w służbie w fińskich siłach zbrojnych co najmniej do 2030 roku. Umowa będzie zrealizowana do 2019 roku. |
|         | CV-9030 FIN                      | 102 sztuki | |
|         | BTR-50PK                         | 50 sztuk   | |
|         | MT-LBV                           | 220 sztuk  | |
|         | Patria XA-360                    | 86 sztuk   | |
|         | SISU XA-180                      | 455 sztuk  | |
|         | SISU XA-185                      | b. d.      | |
|         | SISU XA-203                      | b. d.      | |
|         | BTR-60PB                         | 117 sztuk  | |
|         | BV206 D6N                        | 123 sztuki | Zakupione w 2012 roku z nadwyżek sprzętowych armii norweskiej.Zastąpiły transportery Sisu Na-140. |
|         | Sisu NA-120 GT Sisu NA-12 GT KV1 | b.d.       | |

### Samochody terenowe, motocykle i skutery śnieżne
| Zdjęcie | Nazwa                         | Liczba | Uwagi                              |
| ------- | ----------------------------- | ------ | ---------------------------------- |
|         | Polaris sportsman 500/800 EFI | b. d.  |                                    |
|         | Lynx GLX 5900                 | b. d.  | Używany m.in. przez siły specjalne |
|         | RG32M                         | b. d.  | Używany m.in. przez siły specjalne |
|         | Mercedes-Benz G300            | b. d.  |                                    |
|         | Mercedes-Benz G270 CDI        | b. d.  |                                    |
|         | Land Rover Defender 110       | b. d.  |                                    |

### Artyleria
| Zdjęcie | Nazwa                               | Liczba    | Uwagi |
| ------- | ----------------------------------- | --------- | --- |
|         | Moździerz kal. 81 mm Krh 71Y        | b. d.     | |
|         | Moździerz 120 mm Krh 92.            | b. d.     | |
|         | Haubica 122 mm H 63                 | 486 szuk  | |
|         | Haubica 152 mm H 55                 | b. d.     | Zakupione od Niemiec (wcześniej w służbie NRD) |
|         | Armata 152 mm K 89                  | 24 sztuki | |
|         | Armata 155 mm K 83                  | 108 sztuk | |
|         | Armata 155 mm K 98                  | 56 sztuk  | |
|         | Działo bezodrzutowe 95 S 58-61      |           | |
|         | Samobieżna haubica TelaK 91         | 18 sztuk  | |
|         | Samobieżna haubica PsH 74           | 72 sztuki | |
|         | Samobieżny moździerz Krh-Teka       | b. d.     | Moździerz kal. 120 mm na podwoziu NA-140 SISU BT |
|         | Samobieżny moździerz XA-361-AMOS    | b. d.     | AMOS na podwoziu Patria AMV |
|         | Samobieżny zestaw rakietowy Rakh 89 | 36 sztuk  | |
|         | Samobieżny zestaw rakietowy MLRS    | 22 sztuki | 8 lutego 2016 roku fińskie ministerstwo obrony poinformowało o zatwierdzeniu planu zakupu artyleryjskich pocisków rakietowych Guided MLRS.Zakup zostanie przeprowadzony w ramach procedury Foreign Military Sales, czyli za pośrednictwem rządu Stanów Zjednoczonych.Pozyskane będą zarówno głowice odłamkowo-burzące (Unitary) jak i te przeznaczone do zwalczania celów położonych na większych obszarach typu Alternative Warhead. |
|         | 9K113 Konkurs                       | b. d.     | |
|         | NLAW                                | b. d.     | |
|         | PSTOHJ 83 M                         | b. d.     | |
|         | PSTOHJ 2000M                        | b. d.     | |

### Broń przeciwlotnicza
| Zdjęcie | Nazwa                                          | Liczba      | Uwagi                                                          |
| ------- | ---------------------------------------------- | ----------- | -------------------------------------------------------------- |
|         | Armata plot 23 mm ITK 95                       | 45 sztuk    | Zmodernizowana armata ZU-23-S                                  |
|         | Armata plot 35 mm ITK 88                       | 16 sztuk    |                                                                |
|         | Zestaw plot Marksman                           | b. d.       | Na podwoziu T-55                                               |
|         | Samobieżny zestaw plot Crotale AA              | b. d.       | Na podwoziu XA-180                                             |
|         | Rakietowy zestaw plot BUK-M1                   | 18 zestawów | Otrzymane od Rosji w roku 1996 w ramach rozliczania zadłużenia |
|         | Przenośny zestaw plot RBS 70                   | 250 sztuk   |                                                                |
|         | Przeciwlotniczy zestaw rakietowy NASAMS II FIN | b. d.       |                                                                |

### Śmigłowce i UAV-y
| Zdjęcie | Nazwa                                   | Liczba                                       | Uwagi |
| ------- | --------------------------------------- | -------------------------------------------- | --- |
|         | Śmigłowiec Mi-8                         | 4 sztuki                                     | |
|         | Śmigłowiec Hughes MD 500                | 8 sztuk (MD 500E – 6 szt., MD 500D – 2 szt.) | |
|         | Śmigłowiec NH90                         | 20 sztuk                                     | W lipcu 2015 roku Airbus Helicopters i Patria przekazały siłom zbrojnym Finlandii ostatni z zamówionych śmigłowców wielozadaniowych NH90 |
|         | Bezzałogowy aparat latający RUAG Ranger | 10 sztuk                                     | |

### Sprzęt specjalistyczny
| Zdjęcie | Nazwa                           | Liczba   | Uwagi                                       |
| ------- | ------------------------------- | -------- | ------------------------------------------- |
|         | Most towarzyszący Leopard 2L    | b. d.    | Most zbudowany na podwoziu czołgu Leopard 2 |
|         | Most towarzyszący LEGUAN 26M    | b. d.    | Most zbudowany na podwoziu czołgu Leopard 1 |
|         | Pojazd rozminowujący Leopard 2R | 10 sztuk | Przebudowane czołgi Leopard 2 A4            |

### Ciężarówki
| Zdjęcie | Nazwa          | Liczba | Uwagi |
| ------- | -------------- | ------ | ----- |
|         | Sisu E11T 6×6  | b. d.  |       |
|         | Sisu E11T 8×8  | b. d.  |       |
|         | Sisu E13TP 8×8 | b. d.  |       |
|         | Sisu A2045     | b. d.  |       |
|         | Scania R 164   | b. d.  |       |

### Broń strzelecka
| Zdjęcie | Nazwa                        | Uwagi                                               |
| ------- | ---------------------------- | --------------------------------------------------- |
|         | Pistolet Browning BDA        |                                                     |
|         | Pistolet PIST 2003           |                                                     |
|         | Pistolet PIST 2008           | Używany m.in. przez siły specjalne                  |
|         | Pistolet maszynowy KP 2000   | Używany przez siły specjalne                        |
|         | Karabin M54                  |                                                     |
|         | Karabin M72                  |                                                     |
|         | Karabin Valmet M62           |                                                     |
|         | Karabin Sako M95             |                                                     |
|         | Karabin SWD                  |                                                     |
|         | Karabin TKIV 85              |                                                     |
|         | Karabin TKIV 2000            |                                                     |
|         | Karabin Barrett M82          |                                                     |
|         | Karabin maszynowy Valmet M62 |                                                     |
|         | Karabin maszynowy Kk PKM     |                                                     |
|         | Karabin maszynowy KK MG3     | Broń pokładowa czołgów Leopard 2 i śmigłowców NH 90 |
|         | Karabin maszynowy ITKK 96    |                                                     |
|         | Karabin maszynowy RSKK 2005  |                                                     |
|         | Strzelba HAUL REM 870        |                                                     |
|         | Granatnik KRPIST 2002        | Używany m.in. przez siły specjalne                  |
|         | Granatnik AGS-17             |                                                     |
|         | Granatnik KRKK 2005          |                                                     |
|         | Granatnik KES 88 ORAK        |                                                     |
|         | Granatnik RSKES APILAS OKR   |                                                     |